# Fie Werkman
Sophia Gerharda (Fie) Werkman (Groningen, 28 oktober 1915 - Groningen, 8 november 2002) was een Nederlandse kunstenaar.

## Leven en werk
Werkman was de jongste dochter van de drukker en kunstenaar Hendrik Werkman en diens eerste vrouw Jansje Cremer. In 1943 trouwde ze met de schilder Siep van den Berg, met wie ze vier kinderen kreeg. Het echtpaar scheidde en Van den Berg verhuisde in 1954 naar Amsterdam.
In de jaren 50 opende Werkman in haar woonhuis in Groningen een atelier voor kinderen, bijgenaamd de 'knutselclub', om spelenderwijs kunst te leren maken. Als kunstenaar was ze autodidact, ze tekende, maar werd vooral bekend als collagekunstenaar. Ze ontwikkelde hiervoor een eigen techniek waarbij ze op stof tekende met lappen, die in drukinkt waren gedoopt. Hieruit knipte ze figuren en vormen, die zij weer aan elkaar naaide. Zij werkte op de grens van abstracte en  figuratieve kunst. 
In de jaren 60 sloot Werkman zich aan bij de Groninger kunstenaarsgroep 'Groep Nu', waarvan onder anderen Henri de Wolf en Edu Waskowsky lid waren. In 1968 kreeg ze voor haar werk de Prijs van de stad Parijs tijdens een salon voor vrouwelijke beeldende kunstenaars. In 1987 publiceerde Werkman een boek over haar vader.

## Publicaties
- 1979 Tekeningen. Groningen, eigen beheer
- 1987 Herinneringen aan mijn vader Hendrik Nicolaas Werkman. Groningen: Egbert Forsten
- 1996 Schetsen 1970-1990. Tekeningen 1996. Groningen: Egbert Forsten
- 2018 Doeke Sijens, Voetsporen. Fie Werkman & haar vader Hendrik Nicolaas Werkman. Hierin zijn opgenomen de brieven van Hendrik Werkman aan zijn dochter uit 1944-1945. Groningen, Uitgeverij De Kleine Uil, 2015